# Werner Müller (Mediziner)
Werner Müller (* 28. Januar 1933 in Basel) ist ein Schweizer Orthopäde und emeritierter Professor an der Universität Basel. Zwischen 1970 und 1978 leitete er die Abteilung für orthopädische Traumatologie am Universitätsspital Basel. Danach wechselte er als Chefarzt an die orthopädische Klinik am neuen Kantonsspital Bruderholz. Sein Wirken prägt die Orthopädie insbesondere des Knies weltweit. Der Werner Müller International Knee Prize und die Werner Müller Lecture wurden nach ihm benannt.

## Leben
Werner Müller wurde in Basel geboren und wuchs im rechtsrheinischen Kleinbasel auf. Nach der Matura am Humanistischen Gymnasium studierte er in Basel, Wien und Paris Medizin. 1978 übernahm er die Leitung der orthopädischen Klinik des Kantonsspitals Bruderholz, die er in den folgenden Jahren zum international führenden Zentrum für Gelenkchirurgie und Sportmedizin ausbaute.
1982 habilitierte er sich an der Universität Basel, wo er 1990 zum Extraordinarius berufen wurde. 1998 wurde er emeritiert. Seither verfolgt er eine rege Vortragstätigkeit bei Fachkongressen auf allen Kontinenten.
Werner Müller ist verheiratet mit Ursula Müller (geb. Schaub). Er ist der Grossvater der Politikerin Jo Vergeat.

## Das Knie
Sein 1982 erschienenes Werk „Das Knie. Form, Funktion und ligamentäre Wiederherstellungschirurgie“ schuf ein neues Verständnis von Biomechanik und ligamentären Rekonstruktionstechniken. Es gilt als das Standardwerk zum wohl kompliziertesten Gelenk des menschlichen Körpers und begründet die optimale Therapie mit der funktionellen Anatomie. 
Englische, italienische, japanische, französische und griechische Übersetzungen liegen vor. Eine Überarbeitung durch Michael Jagodzinski, Niklaus Friederich und Werner Müller im Jahr 2016 hielt das Werk auf den neuesten medizinischen Stand.

## Persönliches
Werner Müller engagierte sich im Auftrag des Roten Kreuzes für die Versorgung der Opfer des jemenitischen Bürgerkriegs.

## Ehrungen
- 1982–88 Erster Präsident der ESSKA (European Society of Sports Traumatology, Knee Surgery and Arthroscopy)[10][11]
- 1985 Erste Kennedy Memorial Lectureship der AOSSM, Las Vegas, USA
- 1985 Ehrenmitgliedschaft der AOSSM
- 1991 Korrespondierendes Mitglied der American Orthopaedic Association AOA
- 1992 Auszeichnung für das Lebenswerk der Bay Area Knee Society, San Francisco, USA
- 1993 Ehrenmitgliedschaft beim Fussballclub FC Basel 1893 (30 Jahre als Arzt für Sportverletzungen)[12]
- 1994 Ehrenmitgliedschaft der ESSKA
- 1996 Korrespondierendes Mitglied der Österreichischen Gesellschaft für Unfallchirurgie
- 1997 Godfather of the ESSKA/WPOA Asian Traveling Fellowship[13]
- 1998 Korrespondierendes Mitglied der Deutschen Gesellschaft für Orthopädie und Traumatologie DGOT
- 1999 Ehrenmitgliedschaft der Schweizerischen Orthopädischen Gesellschaft
- 2007 Mitglied der the Hall of Fame of American Orthopaedic Society for Sports Medicine (AOSSM)[14]

## Nachweise
- CV von Werner Müller
- Giants in Orthopaedics: Dr. Werner Mueller